# Stazione di Capo di Ponte
La stazione di Capo di Ponte è una stazione ferroviaria della linea Brescia-Iseo-Edolo a servizio dell'omonimo comune.

## Storia
La stazione entrò in servizio il 4 luglio 1909 assieme all'apertura al servizio pubblico del tratto ferroviario che collegava Breno a Edolo.

## Strutture e impianti
Il fabbricato viaggiatori è stato edificato dalla Società Nazionale Ferrovie e Tramvie (SNFT) secondo lo stile delle stazioni secondarie di seconda classe della ferrovia Iseo-Edolo.
Il piazzale è composto dal binario di corsa della linea ferroviaria e da uno di raddoppio, lungo 216 m. L'accesso ai treni da parte dei viaggiatori è garantito da due banchine, entrambe lunghe 88 m.
Lo scalo merci è posizionato a nord del fabbricato viaggiatori, lato Cedegolo, ed è composto da un magazzino con piano caricatore, entrambi in disuso, e da un binario di scalo, lungo 69 m.

## Movimento
Capo di Ponte è servita dai treni RegioExpress (RE) e regionali (R) Brescia-Edolo, gestiti da Trenord nell'ambito del contratto stipulato con la Regione Lombardia.

## Servizi
- Biglietteria automatica
- Sala d'attesa
- Servizi igienici
- Bar

## Interscambi
- Fermata autobus